# Загребська класична гімназія
Загребська класична гімназія (хорв. Klasična gimnazija u Zagrebu) — гімназія у столиці Хорватії, найстаріша середня школа країни, яка діє безперервно з моменту її створення. Як явище її можна порівняти зі школами грамоти в Англії та Уельсі.
Заснована Товариством Ісуса 3 червня 1607 р. У свій перший рік роботи налічувала 260 учнів, діючи на основі єзуїтської програми «Ratio atque institutio studiorum societatis Jesu».
Нині міститься у будівлі, спорудженій саме для неї 1932 р. за адресою: вул. Юрія Крижанича, 4a.. Вік учнів — 15—19 років. Приблизна кількість гімназистів — 500.

## Історія
Класична гімназія розпочала роботу з ініціативи міського самоврядування Загреба за згодою хорватського парламенту та за потужної підтримки бана Івана ІІ Драшковича.
1602 року міська влада запросила єзуїтів, які незадовго до цього з'явилися в Королівстві Хорватії, оселитися в Загребі та відкрити свою середню школу. Ті прибули в Загреб наприкінці жовтня 1606 р. і після восьми місяців підготовки офіційно відкрили школу. Керівник єзуїтів Загреба Іван Жанич став першим директором цієї школи. Гімназія офіційно відкрилася 3 червня 1607 р., а в церемонії взяли участь, зокрема, єпископ Загребський Шимун Братулич, боснійський єпископ Франьо Ергельський та бан Іван Драшкович. У день відкриття було поставлено латиномовну драму «Actio comica», в якій молоді актори оспівували красоти своєї батьківщини, і ця традиція драматургічної роботи зберігається і донині.
1632 р. при гімназії завдяки особливим старанням єпископа Загребського Франьо Ергельського відкрилася кафедра «вищих наук» (studia superiora), де розпочалося викладання казуїстики (частини моральної теології), тим самим ознаменувавши початок вищої освіти в Загребі. Через три десятиліття, 3 листопада 1662 р., було відкрито філософське відділення, тобто заклад став академією, а 23 жовтня 1669 р. хорватсько-угорський король Леопольд I своїм указом надав їй університетські права та привілеї, що  привело до створення Загребського університету.
Після того, як папа Климент XIV у 1773 р. скасував орден єзуїтів, майже всі їхні середні школи в Європі, включаючи й Хорватію, перейшли під державне управління, під яким залишаються і донині, незважаючи на пізніше відновлення цього ордену.
1777 року оприлюднено новий шкільний закон Ratio educationis, яким було замінено колишній Ratio studiorum. Тоді класична гімназія називалася Архігімназіум (пізніше — і Надгімназія). За новим законом учителі ставали державними чиновниками, яким за їхню роботу держава давала платню. У гімназії було 5 класів (навчальних років): три граматичні та два гуманітарні. У граматичних класах навчали арифметики, краснопису, богослів'я та латини. У старших класах викладали природознавство, історію Старого та Нового Завітів, історію Угорщини та землепис. На відміну від єзуїтських гімназій із другого класу повинна була вивчатися німецька мова. Як необов'язкові предмети можна було вивчати грецьку мову і геометрію. Ratio educationis прописував запровадження нових і ведених від руки шкільних каталогів (Catalogus studiosorum) разом з основними біографічними відомостями учнів. З 1788 р. регулярно друкуються списки учнів, де імена школярів зазначаються не в алфавітному порядку, а по-старому — від найуспішнішого до найслабшого у навчанні. Гімназисти продовжували публічно виступати під час важливих гулянь (бенкети з нагоди вступу на посаду бана, свята тощо).
Кінець XVIII та перша половина ХІХ століть ознаменувалися національним відродженням у Хорватії та опором запровадженню угорської мови як обов'язкового предмету і мови викладання у школі. Наступними запровадженими шкільними законами були спроби нав'язати німецьку та угорську мови як обов'язкові предмети. 1818 року Архігімназію відвідав новий імператор і король із династії Габсбургів Франц I.

### Пошкодження під час війни в90-х
2 травня 1995 р. під час ракетного обстрілу Загреба в ході війни за незалежність Хорватії у задній двір школи влучила ракета з «Оркана». Цей обстріл відзначено в судовому рішенні у справі Мартича у МТКЮ. Наліт стався під час уроків, що відвернуло багато жертв, які могли б трапитися, якби був час перерви, коли учні в теплі травневі дні полюбляють гуляти у дворі. Пошкодження незабаром було відремонтовано.

## Програма
Чотирирічна програма ґрунтується на поєднанні класичної освіти з упором на гуманітарні науки (а саме: на мови включно з латинською і давньогрецькою, філософію, літературу, історію, образотворче мистецтво, музику і театр) та природничих наук і позакласних заходів.
Учні вивчають п'ять мов: латину, давньогрецьку, хорватську, англійську та одну додаткову іноземну мову. Вони також вивчають хорватську та світову літературу, математику, фізику, хімію, біологію, географію, ІТ, історію, образотворче мистецтво, музику, філософію, логіку, політику та економіку, соціологію, психологію та відвідують уроки фізичних вправ. Більшість із цих предметів викладають 4 роки. Крім обов'язкових, учні можуть вибирати додаткові предмети, як-от релігієзнавство, етика та додаткові іноземні мови.
У школі періодично бувають заняття і в суботу. Учні залучаються до позакласних заходів, включаючи постановки античних п'єс, хоровий спів, гончарство, освітні подорожі та публічні виступи. Шкільний драмгурток ставить щорічно одну класичну античну п'єсу, як правило, якусь із прем'єр загребських театрів.
Попри наслідування християнської освітньої моделі на початку сьогоднішня школа є цілком світським закладом, подібно до англійських шкіл грамоти. В часи комуністичної Югославії в 1977 р. назву «гімназія» було заборонено, а школу перетворено на Освітній мовний центр, але вона зберегла свій дух і класичну програму (в т. ч. викладання латини та давньогрецької мови).

### 400-річний ювілей

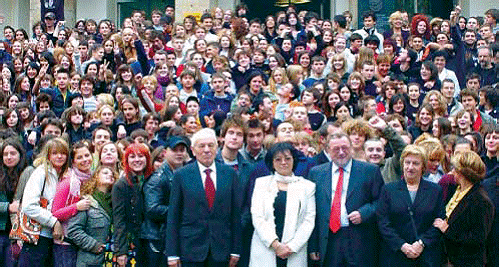
Святкування 400-ї річниці від дня відкриття

Протягом навчального року 2006/2007 школа відсвяткувала своє 400-річчя урочистостями освітнього, історичного та розважального характеру, які включали симпозіуми та промови, благодійні рок-концерти, три грецькі вистави та дні відкритих дверей.

## Визначні учні

### XVII століття
- Фран Крсто Франкопан
- Юрай Габделич
- Павао Ріттер Вітезович
- Іван III Драшкович
- Петар Петретич
- Іван Закмарді

### XVIII століття
- Іван Франьо Чикулин
- Балтазар Адам Крчелич
- Тітуш Брезовачкі

### XIX століття
- Димитрія Деметер
- Август Шеноа
- Янко Драшкович
- Анте Старчевич
- Анте Ковачич
- Ватрослав Ягич
- Ватрослав Лисинський
- Іван Кукулевич-Сакцинський
- Фердо Шишич
- Мілан Шуфлай
- Бранко Гавелла
- Янко Камауф
- Владко Мачек
- Адольф Мошинський
- Іво Войнович
- Франьо Бучар
- Янко Полич Камов
- Павао Штоос
- Іво Пілар
- Людевіт Юрак
- Антун Радич

### XX століття
- Алойзіє Степінац
- Степан Радич
- Мирослав Крлежа
- Антун Густав Матош
- Аня Шовагович-Деспот
- Винко Жганец
- Юрай Крнєвич
- Любо Бабич
- Іван Шубашич
- Людевіт Юрак
- Желько Райнер

## Визначні професори
- Юрай Габделич
- Степан Главач
- Максиміліян Врховаць
- Матія Петар Катанчич
- Ватрослав Ягич
- Вєкослав Клаїч